# Zoë Love Smith
Zoë Love Smith (2000) is een Nederlands actrice en zangeres.

## Biografie
Smith is dochter van een Curaçaose vader en Indische moeder.
Ze groeide in Arnhem na een echtscheiding op bij haar moeder. Via een dm op Facebook werd ze gevraagd een rol te spelen in Skam NL; ze hadden haar “ontdekt” door de door haar gemaakte filmpjes op sociale media.  Ze moest echter wel auditie doen; toen de opnamen begonnen viel het haar pas op hoe leuk ze acteren vond.  Ze mocht in Skam NL ook een eigen liedje ten gehore brengen, ze zingt als liefhebberij al sinds de middelbare school en deed mee aan Idols 5, maar wist door het vergeten van de tekst de eindronden niet te halen. Ze zong onder meer op het album Sphere (2021) van Sven Hammond. Onder haar eigen naam heeft ze 2 nummers uitgebracht: Never Be Yours (2018) en Love Theme (2019). 
Een grote hobby van haar is fotografie, waar ze op haar negende mee begon. Een ander item in haar leven is het onderzoek naar haar komaf, dat ze gedurende haar jeugd verwaarloosd had, aldus Smith in 2024. Daarnaast skateboardt ze graag.  Ze wordt sinds haar bekendraking tegen haar zin wel vergeleken met Zendaya, die ook danst, zingt en acteert.
Voor wat betreft acteren kwam ze in 2024 in het nieuws omdat ze de hoofdrol (die van Laura) had bemachtigd voor de HUMAN/VPRO/VRT-serie Laura H., een bewerking van het gelijknamige boek van Thomas Rueb.

## Filmografie

### Film
- 2020: A Holiday from Mourning, als vriendin
- 2020: Stuckwitu, als Kesh
- 2020: Mr. Lonely, als Amanda
- 2021: Forever Rich, als Sabia
- 2021: Lightskin Mona with the Good Hair, als Mona
- 2024: Scherven van de zon, als Selena
- 2024: Kutyuppen, als fietsenmaakster
- 2024: Wannabe Successful, als Kelsey
- 2024: In andere woorden, als Selena
- 2025: Jimpa, als Isa
- 2025: Love Fail Repeat, als Jade

### Televisie
- 2018-2019: Skam NL, als Live
- 2021: Adem in, Adem uit, als Tara
- 2022: Het gouden uur, als Selena
- 2022-2023: Bestseller Boy, als Evelien de Vos
- 2023: Van der Valk, als Johanna Kolen
- 2023: Hockeyvaders, als Bo van Velzen
- 2023: Pandularia, als schilder
- 2024: Laura H., als Laura H.